# Acanthocinus hispanicus
Acanthocinus hispanicus es una especie de escarabajo longicornio del género Acanthocinus, tribu Acanthocinini, subfamilia Lamiinae. Fue descrita científicamente por Sama & Schurmann en 1981.
La especie se mantiene activa durante los meses de junio, julio, agosto y septiembre.

## Descripción
Mide 9-12 milímetros de longitud.

## Distribución
Se distribuye por España.